# 井上和臣
井上 和臣（いのうえ かずおみ、1952年 - ）は、日本の医学者、精神科医。医学博士（京都府立医科大学）（1983年）。徳島県生まれ。専門分野は、臨床精神医学、精神保健、認知療法。

## 経歴
- 1977年 京都府立医科大学卒業。
- 1980年 京都府立医科大学精神医学教室助手。
- 1986年 京都府立医科大学精神医学教室講師。
- 1988年 米国ペンシルベニア大学精神医学教室認知療法センター留学。
- 1989年 京都府立精神保健総合センター所長。
- 1990年 鳴門教育大学人間形成基礎講座助教授。
- 1998年 鳴門教育大学人間形成基礎講座教授。
- 2001年 鳴門教育大学教育臨床講座教授。

## 所属学会
- 日本認知療法学会幹事（事務局長）
- 日本行動療法学会
- 日本精神神経学会
- 日本心身医学会

## 主な著作
- 井上和臣（著）　1992/19972002/2006　認知療法への招待　金芳堂
- 井上和臣（著）　1997　心のつぶやきがあなたを変える：認知療法自習マニュアル　星和書店
- 井上和臣（編著）　2004　認知療法・西から東へ　星和書店